# Jekatěrina Valkovová
Jekatěrina Valkovová (rusky Екатерина Игоревна Валькова (Yekaterina Valkova)), (* 17. května 1991 v Tuapse, Rusko) je ruská zápasnice – judistka.

## Sportovní kariéra
Judu se věnuje od 7 let pod vedením svého otce Igora. Připravuje se v Labinsku. V ruské seniorské reprezentaci se pohybuje od roku 2011. Začínala v lehké váze, kde se neprosazovala. Zlepšenými výkony se prezentuje od roku 2014 v polostřední váze.

### Vítězství
- 2015 - 1x světový pohár (Port Louis)

## Výsledky
| Mistrovství světa  |     | —  |   | — | —   | —   |     | —   | — | — |    |  |  |  |  |  |  |  |  |  |  |  |  |  |  |  |  |  |
| Mistrovství Evropy | —   | —  | — | — | —   | —   | úč. | —   | — | — | 3. |  |  |  |  |  |  |  |  |  |  |  |  |  |  |  |  |  |
| ME do 23 let       | —   | —  | — | — | —   | úč. | úč. | úč. |   |   |    |  |  |  |  |  |  |  |  |  |  |  |  |  |  |  |  |  |
| MS juniorů         | —   |    | — | — | úč. |     |     |     |   |   |    |  |  |  |  |  |  |  |  |  |  |  |  |  |  |  |  |  |
| ME dorostenců      | úč. | 1. |   |   |     |     |     |     |   |   |    |  |  |  |  |  |  |  |  |  |  |  |  |  |  |  |  |  |